# Phymosoma
Phymosoma is een geslacht van uitgestorven zee-egels die leefden van het Laat-Jura tot het Eoceen.

## Beschrijving
Deze zee-egels hadden een ronde, afgeplatte schaal. Net als het apicaalveld (centraal veldje, boven op de zee-egelschaal, waarvandaan de ambulacraalgroeven uitstralen, ook topschild genoemd) nam ook het peristomiale membraan veel ruimte in beslag. De ongeveer gelijkmatig grote knobbels op de interambulacrale en ambulacrale platen waren voorzien van gladde, spits toelopende, cilindrische of afgeplatte stekels. De normale diameter bedroeg ongeveer 3 cm.

## Leefwijze
Deze zee-egels leefden op de zeebodem. Het voedsel bestond uit algen, sponzen en kleine dieren, die van de harde bodem werden afgeschraapt.

## Soorten
- Phymosoma bybeei Ikins, 1940 †
- Phymosoma cadenati Castex, 1947 †
- Phymosoma conceptionis Sánchez Roig, 1952 †
- Phymosoma dixie Cooke, 1941 †
- Phymosoma elqotti Abdelhamid, 2014 †
- Phymosoma gigantea Sánchez Roig, 1953 †
- Phymosoma granulosum (Goldfuss, 1829) †
- Phymosoma major Coquand, 1862 †
- Phymosoma morlenseni Checchia-Rispoli, 1932 †
- Phymosoma orbignyanum (Cotteau, in Cotteau & Triger, 1860) †
- Phymosoma paronai Checchia-Rispoli, 1933 †
- Phymosoma peloria Arnold & H. L. Clark, 1927 †
- Phymosoma raguini Lambert, 1931 †
- Phymosoma ravni Schlüter, Kutscher, Smith, Jagt & Lees, 2012 †
- Phymosoma riograndensis Maury, 1925 †
- Phymosoma solignaci Lambert, 1931 †
- Phymosoma subconicum Ravn, 1928 †
- Phymosoma tinocoi Marchesini Santos, 1960 †
- Phymosoma trinitensis Cooke, 1961 †
- Phymosoma unicarinatum Lambert, 1933 †